# Radical Face
Radical Face – formacja muzyczna założona w 2003 roku w Jacksonville na Florydzie przez muzyka o nazwisku Ben Cooper (jest on również współzałożycielem innej formacji - duetu Electric President). Gościnnie pojawiali się też inni artyści.

## Albumy

### The Junkyard Chandelier
To pierwszy album Bena Coopera nagrany jeszcze w duecie Electric President
Lista utworów:
1. "Stitches In My Side" - 3:27
2. "The Scarecrows Are Marching" - 4:51
3. "Martyr" - 3:47
4. "Chewing Bottles" - 5:14
5. "Junkyard Chandelier" - 6:19
6. "Paper Birds" - 5:24
7. "Fog In The House Of Lightbulbs" - 6:38
8. "Runs In The Sidewalk" - 5:36
9. "Confidants And Fish Hooks" - 4:59
10. "Pockets Full Of Ink" - 5:20
11. "Burning Bridges" - 3:13

### Ghost
Ghost to album wydany w marcu 2007 roku przy współpracy z wytwórnią Morr Music
Lista utworów:
1. "Asleep on a Train" - 2:01
2. "Welcome Home" - 4:48 (Emeral Cooper on piano and Mark Hubbard on snare drum)
3. "Let the River In" - 5:07
4. "Glory" - 6:13 (Alex Kane on bass)
5. "The Strangest Things" - 4:26 (Alex Kane on bass)
6. "Wrapped in Piano Strings" - 3:38
7. "Along the Road" - 4:18
8. "Haunted" - 4:44
9. "Winter Is Coming" - 4:24
10. "Sleepwalking" - 4:43
11. "Homesick" - 3:44

### Touch The Sky EP
Touch The Sky EP wydany w 2010 roku.
Lista utworów:
1. "Welcome Home (EP Version) – 4:47
2. "Glory (Acoustic)" - 4:34
3. "Doorways" - 3:00
4. "A Little Hell" - 2:13
5. "The Deserter's Song" - 4:55
6. "Welcome Home (Reprise)" - 2:29

### The Bastards
The Bastards - album złożony z trzech części, pierwsza nagrana w 2011 roku.

#### Volume One
The Bastards - Volume One EP - pierwsza część albumu nagrana w 2011 roku.
Lista utworów:
1. "All Is Well (It’s Only Blood)" - 2:45
2. "All Is Well (Goodbye, Goodbye)" - 4:05
3. "We're On Our Way" - 4:08

#### Volume Two
The Bastards - Volume Two EP - druga część albumu nagrana w 2013 roku.
Lista utworów:
1. "Second Family Portrait" - 4:55
2. "West" - 4:50
3. "Letters Home - Aftermath" - 1:19

#### Volume Three
The Bastards - Volume Three EP - trzecia część albumu nagrana w 2014 roku.
Lista utworów:
1. "Sisters" - 3:49
2. "Baptisms" - 2:56
3. "Nightclothes" - 6:54

### The Family Tree: The Roots
The Family Tree: The Roots album nagrany w 2011 roku.
Lista utworów:
1. "Names" - 1:15
2. "A Pound of Flesh" - 3:35
3. "Family Portrait" - 4:40
4. "Black Eyes" - 4:44
5. "Severus and Stone" - 4:28
6. "The Moon Is Down" - 3:18
7. "Ghost Towns" - 3:54
8. "Kin" - 4:04
9. "The Dead Waltz" - 5:23
10. "Always Gold" - 5:56
11. "Mountains" - 4:51

### The Family Tree: The Branches
The Family Tree: The Branches to album nagrany w 2013 roku.
Lista utworów:
1. "Gray Skies" - 0:43
2. "Holy Branches" - 3:38
3. "The Mute" - 3:56
4. "Reminders" - 3:34
5. "Summer Skeletons" - 4:51
6. "The Crooked Kind" - 4:39
7. "Chains" - 2:11
8. "Letter Home" - 4:12
9. "From The Mouth of An Injured Head" - 4:04
10. "Southern Snow" - 3:21
11. "The Gilded Hand" - 6:15
12. "We All Go The Same" - 3:31

### The Family Tree: The Leaves
Album The Family Tree: The Leaves ukaże się 25 marca 2016 roku.
Lista utworów:
1. "Secrets (cellar door)”
2. "Rivers in the dust”
3. "Everything costs”
4. "Midnight”
5. "The ship in port”
6. "Photograph”
7. "Third family portrait”
8. "The road to nowhere”
9. "Old gemini”
10. "Bad blood”

## Teledyski
| Rok  | Utwór                | Album                         |
| ---- | -------------------- | ----------------------------- |
| 2007 | „Welcome Home”       | Ghost                         |
| 2010 | „Doorways”           | Touch The Sky EP              |
| 2012 | „We’re On Our Way”   | The Bastards - Volume One Ep  |
| 2012 | „A Pound of Flesh”   | The Family Tree: The Roots    |
| 2012 | „Always Gold"        | The Family Tree: The Roots    |
| 2013 | „Holy Branches”      | The Family Tree: The Branches |
| 2013 | „We All Go The Same" | The Family Tree: The Branches |
| 2014 | „The Mute”           | The Family Tree: The Branches |

Wszystkie teledyski udostępnione są przez zespół na oficjalnym kanale na YouTube.

## Ciekawostki
Utwór "Welcome Home" został wykorzystany jako podkład dźwiękowy w reklamach aparatów firmy Nikon.